# Patricia Trujillo Serra
Patricia Trujillo Serra (Barcelona, 8 d'abril de 1975) és una artista visual i pintora catalana. Reconeguda pel seu estil postexpressionista, Trujillo Serra destaca especialment per les seves representacions de cafeteries i escenes de la vida social barcelonina. Les seves obres sovint reflecteixen una visió nostàlgica de la societat europea, combinant elements de quotidianitat amb una profunditat introspectiva.